# Gâteaux-afgeleide
De Gâteauxafgeleiden spelen in de niet-lineaire functionaalanalyse en de toepassingen daarvan een belangrijke rol. Het gaat hierbij om een generalisatie van het begrip richtingsafgeleide uit de differentiaalrekening. Het begrip is vernoemd naar René Gâteaux, een Franse wiskundige, die op jeugdige leeftijd in de Eerste Wereldoorlog omkwam. De Gâteauxafgeleide wordt gedefinieerd voor afbeeldingen tussen lokaal convexe topologische vectorruimten, zoals Banachruimten. Een Gâteauxafgeleide is een afgeleide die per definitie continu en lineair is. In de variatierekening en in de natuurkunde noemt men een richtingsafgeleide ook wel functionele afgeleide.

## Definitie
Stel {\displaystyle X} and {\displaystyle Y} zijn Banachruimten (of algemener lokaal convexe topologische vectorruimten), {\displaystyle O\subset X} is open en {\displaystyle u\in O}.
{\displaystyle F:X\rightarrow Y.}
We zeggen dan dat F een richtingsafgeleide in u heeft in de richting v (waarbij {\displaystyle v\in V}) als de volgende limiet bestaat:
{\displaystyle F'(u;v)=\lim _{t\rightarrow 0}{\frac {F(u+tv)-F(u)}{t}}}
We zeggen dat F naar alle windhoeken differentieerbaar is in O als F in elk punt {\displaystyle u\in O} afgeleiden in alle richtingen {\displaystyle v\in V} bezit. 
Als bovendien {\displaystyle F'(u):v\to F'(u,v)} continu en lineair is op V dan heet F Gâteauxdifferentieerbaar in u en is F'(u) de Gâteauxafgeleide van F in u.

## Eigenschappen
- {\displaystyle F'} is homogeen, dat wil zeggen {\displaystyle F'(u;\lambda v)=\lambda F'(u;v)} voor alle scalairen {\displaystyle \lambda }.

bewijs:

Voor 
{\displaystyle \lambda \neq 0} is {\displaystyle {\frac {F(u+t\lambda v)-F(u)}{t}}=\lambda {\frac {F(u+t\lambda v)-F(u)}{\lambda t}}}
Neem nu de limiet {\displaystyle t\to \infty }
- Echter F'(u) is niet noodzakelijk lineair.

Tegenvoorbeeld:

Definieer 
F : R2 → R door F(x)=0 als x=(x1,x2) = (0,0) en voor x=(x1,x2) ≠ (0,0) door

{\displaystyle F(x)={\frac {x_{1}^{2}x_{2}}{x_{1}^{2}+x_{2}^{2}}}}
Dan is 
{\displaystyle {\frac {F(0+tv)-F(0)}{t}}=F(v)}
en dus is F'(0;v) = F(v) en F'(0) is niet lineair.
- Als F'(u) wel lineair is, dan hoeft hij nog niet continu te zijn.

Tegenvoorbeeld:

Neem voor F een discontinue lineaire afbeelding. Dan is F'(u;v) = F(v).
- Een Gâteauxdifferentieerbare afbeelding hoeft niet continu te zijn.

Tegenvoorbeeld

Definieer F : R2 → R door F(x)=0 als x=(x1,x2) = (0,0) en voor x=(x1,x2) ≠ (0,0) door

{\displaystyle F(x)={\frac {x_{1}^{3}}{x_{1}}}}
Dan is 
{\displaystyle F'(0;v)=\lim _{t\to 0}{\frac {F(0+tv)-F(0)}{t}}=\lim _{t\to 0}{\frac {tv_{1}^{3}}{v_{2}}}=0}
en dus is F'(0) lineair en continu, maar F is discontinu in 0.

## Generalisatie van eigenschappen uit deanalyse
We bekijken nu naar afbeeldingen {\displaystyle F:X\to \mathbb {R} \cup \{\infty \}}.
- Als F Gâteauxdifferentieerbaar is en een minimum heeft in u, dan is F'(u)=0.

- Als F Gâteauxdifferentieerbaar is en half-continu van beneden en F is begrensd en er is een rij (un) met {\displaystyle \lim _{n\to \infty }F'(u_{n})=0}, dan heeft F een minimum.

- Zij F: C → R  met  C  een convex deel van X, Gâteauxdifferentieerbaar.

F'  heet stijgend als voor alle u,v ∈ X geldt (F'(u)−F'(v))(u−v)≥0.

F'  is stijgend dan en slechts dan als F een convexe functie is.

Bemerk de overeenkomst met de analyse: Een differentieerbare functie f:C→R  ( C=(a,b)) is convex precies dan als f'  stijgend is, dat wil zeggen als (f'(u)−f'(v))(u−v)≥0.